# Ángel Gómez (Radsportler)

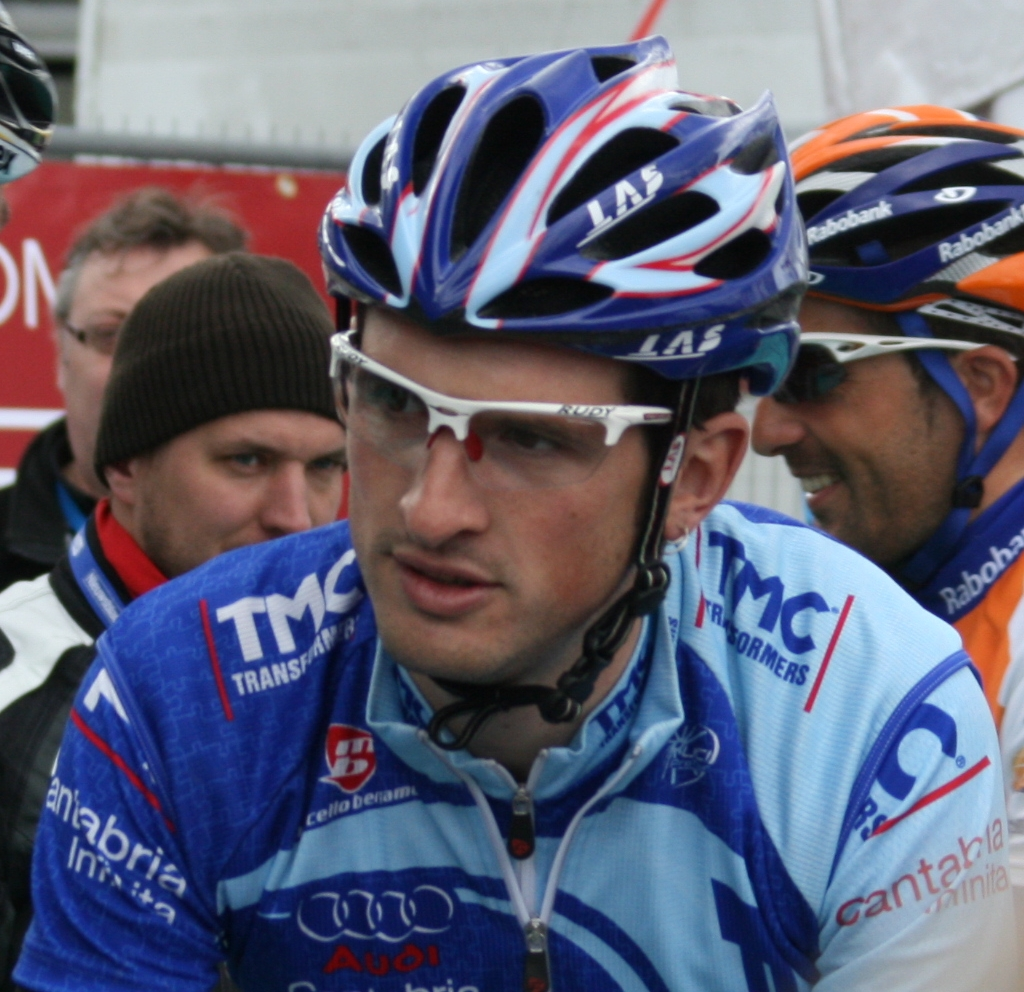
Ángel Gómez beim E3-Prijs 2009

Ángel Gómez Gómez (* 13. Mai 1981 in Torrelavega) ist ein spanischer Radrennfahrer.

## Karriere
Ángel Gómez begann seine Karriere 2004 bei dem spanischen Radsportteam Saunier Duval-Prodir un blieb bei dieser Mannschaft bis zu seinem Karriereende nach der Saison 2009. Er bestritt für das Team mehrmals den Giro d’Italia und die Vuelta a España. Seine beste Platzierung bei diesen Grand Tours war Rang 61 bei der Vuelta a España 2008.

## Teams
- 2004 Saunier Duval-Prodir
- 2005 Saunier Duval-Prodir
- 2006 Saunier Duval-Prodir
- 2007 Saunier Duval-Prodir
- 2008 Saunier Duval-Scott / Scott-American Beef
- 2009 Fuji-Servetto